# Існахар
Існахар (ісп. Iznájar) — муніципалітет в Іспанії, у складі автономної спільноти Андалусія, у провінції Кордова. Населення — 4714 осіб (2010).
Муніципалітет розташований на відстані близько 360 км на південь від Мадрида, 80 км на південний схід від Кордови.
На території муніципалітету розташовані такі населені пункти: (дані про населення за 2010 рік)
- Ель-Аделантадо: 177 осіб
- Аларконас-і-Анторчас: 52 особи
- Арройо-де-Прієго: 77 осіб
- Арройо-дель-Сересо: 14 осіб
- Ла-Селада: 345 осіб
- Сьєрсос-і-Кабрерас: 181 особа
- Лос-Консехос: 15 осіб
- Корона-Альгайда-і-Гата: 232 особи
- Фуенте-дель-Конде: 289 осіб
- Ель-Ігераль: 366 осіб
- Ла-Ос: 13 осіб
- Існахар: 2118 осіб
- Ель-Харамільйо: 120 осіб
- Лос-Хункарес: 210 осіб
- Монтес-Кларос: 48 осіб
- Лос-Печос: 88 осіб
- Солерче: 123 особи
- Валенсуела-і-Льянадас: 92 особи
- Венторрос-де-Балерма: 145 осіб
- Вальдеаренас: 9 осіб

## Демографія
Динаміка населення (INE ):

## Галерея зображень

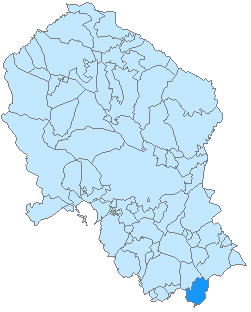
Розташування муніципалітету у провінції Кордова
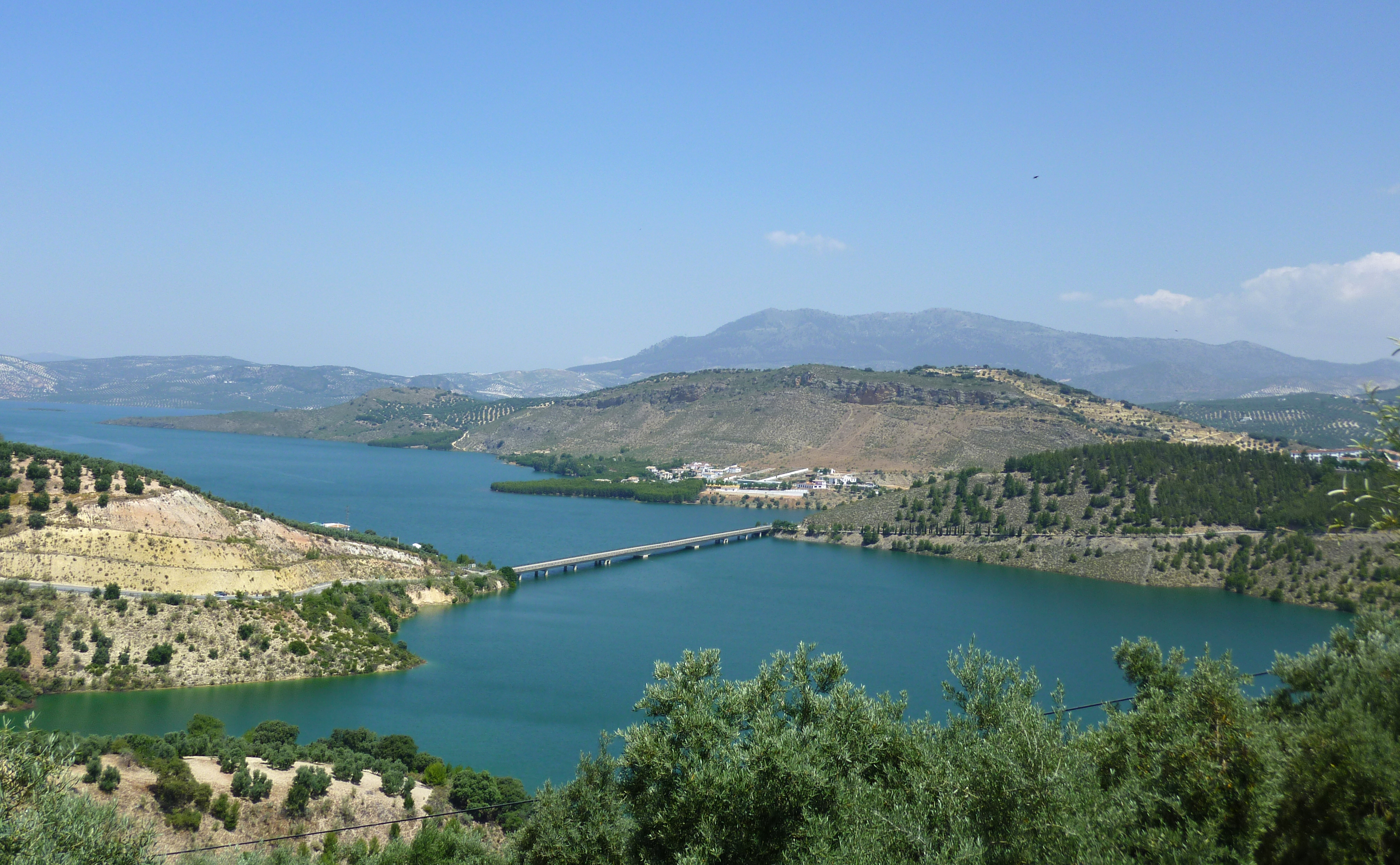
Водосховище Існахар